# Аврам Глејзер
Аврам А. "Ави" Глејзер  (рођен 19. октобра 1960)  је амерички бизнисмен. Члан је породице Глејзер (син Малколма Глејзера), којa поседује Тампа Беј баканирсе из Националне фудбалске лиге и има већински власнички удео у енглеском фудбалском клубу Манчестер Јунајтед.

## Младост и образовање
Аврам се родио 19. октобра 1960. у породици Линде и Малколма Глејзера (1928—2014), америчког бизнисмена и милијардера.   Има четворо браће и сестру: Кевина Е. Глејзера, Брајана Глејзера, Џоела Глејзера, Дарси С. Глејзер Касевиц и Едварда С. Глејзера. Одрастао је у Рочестеру у држави Њујорк и похађао средњу школу Питсфорд Мендон. Дипломирао је пословну администрацију на Универзитету Вашингтон у Сент Луису (енгл. Washington University in St. Louis) 1982. године,  а затим је дипломирао на Вашингтоновом правном факултету на Америчком универзитету (енгл. American University Washington College of Law). Такође је студирао на Универзитету у Пекингу и на Универзитету Фудан у Шангају .

## Каријера
Од 2005. године, Глејзер је извршни ко-председник у Манчестер Јунајтеду .   Глејзер је био умешан у неуспели покушај 2021. године да успостави европску Супер лигу, која би Манчестер Јунајтед извукла из традиционалног европског фудбалског система и сврстала их у затворену лигу без меритократског испадања и унапређивања.  
Аврам Глејзер је власник НФЛ Тампа Беј Баканирс-а од 1995.  Буканирси су под његовом управом освојили два Супербоула. 2021. године, Буканирси су освојили Супербоул LV победивши Кансас Сити Чифсе резултатом 31-9 и постали први тим у историји НФЛ-а који је освојио Супербоул на свом матичном стадиону.  2003. године, Буканирси су победили Оукланд Рејдерсе резултатом 48-21 у Супербоулу XXXVII. 
Од 1995. до 2009. био је и бивши председник и извршни директор компаније Запата (енгл. Zapata Corporation).  Такође је био председник и извршни директор компанија Сејфти Компонентс Интернационал (енгл. Safety Components International) и Омега Протеин (енгл. Omega Protein Corporation). Раније је био члан одбора директора корпорације Специјалити Еквипмент (енгл. Specialty Equipment Corporation).

## Лични живот
Аврам Глејзер је помогао у финансирању Дечијег музеја Глејзер (енгл. Glazer Children's Museum) у Тампи на Флориди. Глејзер и његова супруга Џил такође су омогућили породични клуб Глејзер на стадиону Јулман на универзитету Тулане.  Глејзер је добио Награду за истакнуте дипломце (енгл. Distinguished Alumni award) 2013. године од Универзитета Вашингтон у Сент Луису. 
Глејзер је ожењен са Џил Хенкин Глејзер, која је дипломирала на Универзитету Тулане  (енгл. Tulane University) и чланица је његовог управног одбора. Живе у Њу Орлеансу . 